# 38.M Toldi II
38.M Toldi II – węgierski czołg lekki z okresu II wojny światowej. Zmodernizowana wersja czołgu 38.M Toldi I. W roku 1944 oznaczenie tego czołgu zmieniono na k.hk. B20.
Czołg 38.M Toldi II produkowany był od maja 1941 roku do lata 1942 roku. Modyfikacją było dodatkowe opancerzenie przedniej części kadłuba oraz wieży. Wobec tego masa czołgu wzrosła do ok. 9 t.
Podczas walk na froncie wschodnim okazało się, że dotychczasowe uzbrojenie czołgów Toldi było niewystarczające. Wobec tego podjęto decyzję o przezbrojeniu 80 czołgów Toldi II w działo 42.M kal. 40 mm. Zmodernizowane czołgi oznaczono jako 38.M Toldi IIa (od 1944 k.hk. B40). Masa tych czołgów wynosiła ok. 9,35 t.